# Junior A
Junior A är en tävlingsklass inom gokart eller karting där 100 cc-motorer med slirkoppling används. Klassen är en del av SM i karting.
Junior A är den yngsta klassen som man kan köra EM i. Man kan börja köra i EM vid 14-15 års ålder. Utomlands delas klassen upp i ytterligare två klasser:
- "Green Helmet Trophy" vilket är ett inofficiellt EM för 14-åringarna.
- Officiella EM vilka alla över 15 års ålder kör.

Svenska framgångar i Junior A har varit fåtaliga utomlands genom åren. Oscar Thim är en av dem som lyckats bäst med en fjärdeplats i Braga, Portugal.